# Montarlot-lès-Rioz
Montarlot-lès-Rioz é uma comuna francesa na região administrativa de Borgonha-Franco-Condado, no departamento de Alto Sona. Estende-se por uma área de 9,66 km². Em 2010 a comuna tinha 297 habitantes (densidade: 30,7 hab./km²).